# Ginette Bucaille
Ginette Bucaille, all'anagrafe Ginette Jucker (25 gennaio 1926 – 21 gennaio 2021), è stata una tennista francese.

## Biografia
Prese parte all'Open di Francia dal 1946 al 1950, raggiungendo al massimo solamente il doppio turno.
Nel 1954 giunse in finale al doppio femminile agli Internazionali d'Italia con Nelly Adamson, ma venne sconfitta dalla coppia formata da Patricia Ward ed E. Watson.
Nello stesso anno perse anche la finale dell'Open di Francia contro Maureen Connolly per 6-4, 6-1 contro cui uscì perdente anche nella finale sia di singolare che di doppio misto degli Irish Championships di Dublino. Rimediò altre due sconfitte anche nelle finali di singolare e doppio femminile al Brumana International, consolandosi però con il titolo in doppio misto in coppia con Francis Nys.
A fine stagione fu inserita al decimo posto mondiale, l'anno successivo fu eletta numero uno di Francia.